# Ocenebra erinacea
Ocenebra erinacea (tên tiếng Anh: European sting winkle) là một loài ốc biển săn mồi, là động vật thân mềm chân bụng sống ở biển thuộc họ Muricidae, họ ốc gai.
Ngay cả khi danh pháp Ocenebra erinaceus được CSDL của Cơ sở dữ liệu sinh vật biển (WoRMS) công nhận, danh pháp Ocenebra erinacea cũng được ICZN (Op. 886) công nhận

## Đồng nghĩa
- Murex bicristata Risso, 1826
- Murex cinguliferus Lamarck, 1822
- Murex duthiersi Velain, 1877
- Murex erinaceus Linnaeus, 1758
  - Murex erinaceus var. amirrus de Gregorio, 1885
  - Murex erinaceus var. benisafiensis Koch in Pallary, 1900
  - Murex erinaceus var. conspersa Dautzenberg, 1887
  - Murex erinaceus var. depauperata Dautzenberg, 1887
  - Murex erinaceus var. fasciata Dautzenberg, 1887
  - Murex erinaceus var. fusca Dautzenberg, 1887
  - Murex erinaceus var. major Dautzenberg, 1920
  - Murex erinaceus var. mutica Dautzenberg & Durouchoux, 1913
  - Murex erinaceus var. sculpta Jeffreys, 1867
  - Murex erinaceus var. thersites Coen, 1933
  - Murex erinaceus var. triquetra Coen, 1933
  - Murex erinaceus var. venetiana de Gregorio in Coen, 1933
  - Murex erinaceus var. viriditincta Dautzenberg & Fischer, 1925
- Murex hanleyi Dautzenberg, 1887
- Murex imbricatus Chiereghini in Nardo, 1847
- Murex labiosus Chiereghini in Nardo, 1847
- Murex orbignyanus Risso, 1826
- Murex pirotectus de Gregorio, 1885
- Murex tarantinus Lamarck, 1822
- Murex triquetra Risso, 1826
- Murex ungulatus Chiereghini in Nardo, 1847
  - Ocenebra erinaceus elongatus Settepassi, 1970
  - Ocenebra erinaceus var. africanus Settepassi, 1970
  - Ocenebra erinaceus var. algerianus Settepassi, 1970
  - Ocenebra erinaceus var. candida Dautzenberg, 1894
  - Ocenebra erinaceus var. carneola Dautzenberg & Durouchoux, 1913
  - Ocenebra erinaceus var. dilatatus Settepassi, 1970
  -  Ocenebra erinaceus var. foliosa Monterosato in Coen, 1914
  - Ocenebra erinaceus var. ibericus Settepassi, 1970
  - Ocenebra erinaceus var. neglectus Settepassi, 1970
  - Ocenebra erinaceus var. pagodulinus Settepassi, 1970
  - Ocenebra erinaceus var. producta Dautzenberg & Durouchoux, 1913
  - Ocenebra erinaceus var. solidus Settepassi, 1970
  - Ocenebra erinaceus var. squamulosus Philippi in Settepassi, 1970
  - Ocenebra gibbosus var. acuminatus Settepassi, 1970
  - Ocenebra gibbosus var. compositus Settepassi, 1970
  - Ocenebra gibbosus var. elongatus Settepassi, 1970
- Ocinebra labiosus (Chiereghini in Nardo, 1847)
  - Ocinebra labiosus var. fasciata Coen, 1933
- Purpura congener Roding, 1798
- Purpura senegalla Roding, 1798
- Tritonalia chicoroides Coen, 1947
- Tritonalia erinaceus (Linnaeus, 1758)
  - Tritonalia erinaceus var. clathrata Coen, 1947
- Tritonalia humilis Coen, 1947
- Tritonalia lampusiopsis Coen, 1947
- Tritonalia mercaensis Coen, 1947
- Tritonalia rejecta Monterosato in Coen, 1947
- Tritonalia rotunda Coen, 1947
- Tritonalia ruscuriana Monterosato in Coen, 1947

## Hình ảnh

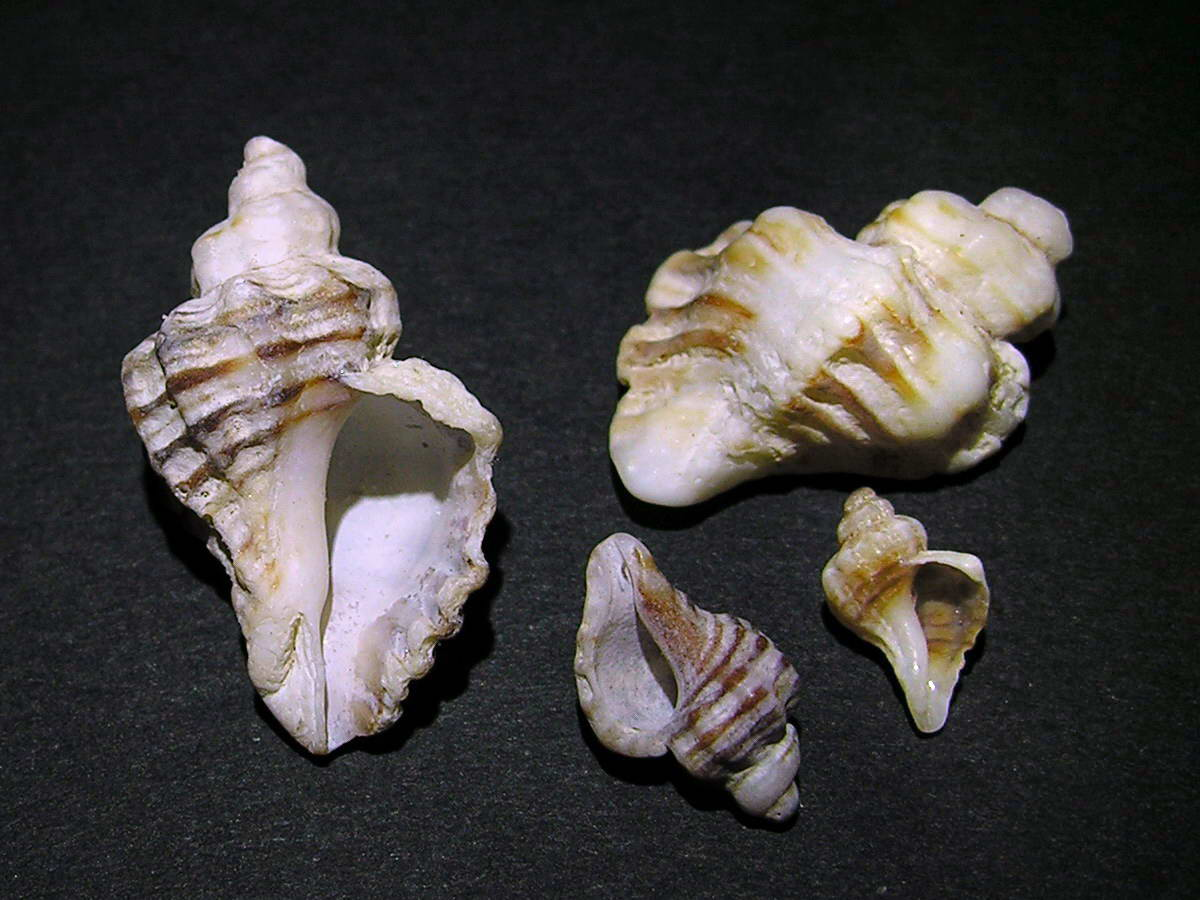
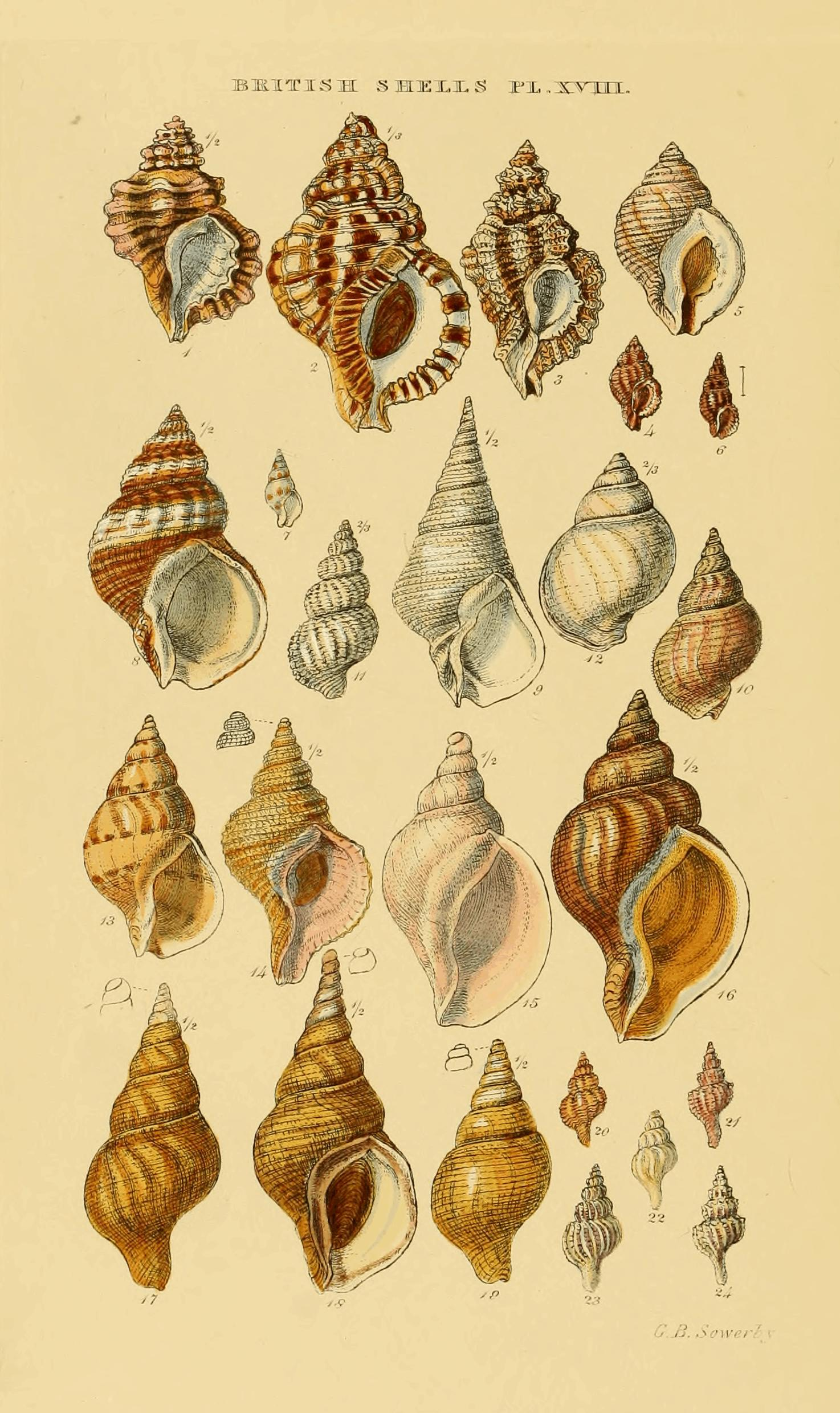
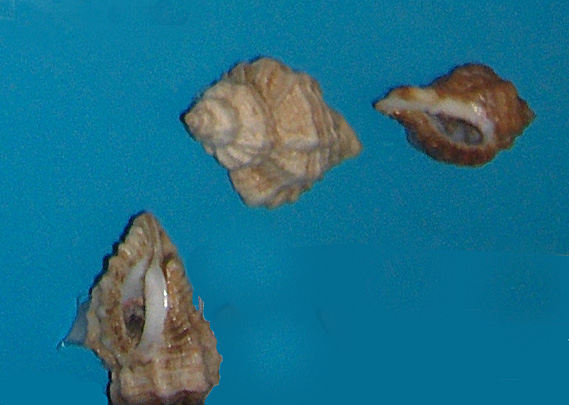
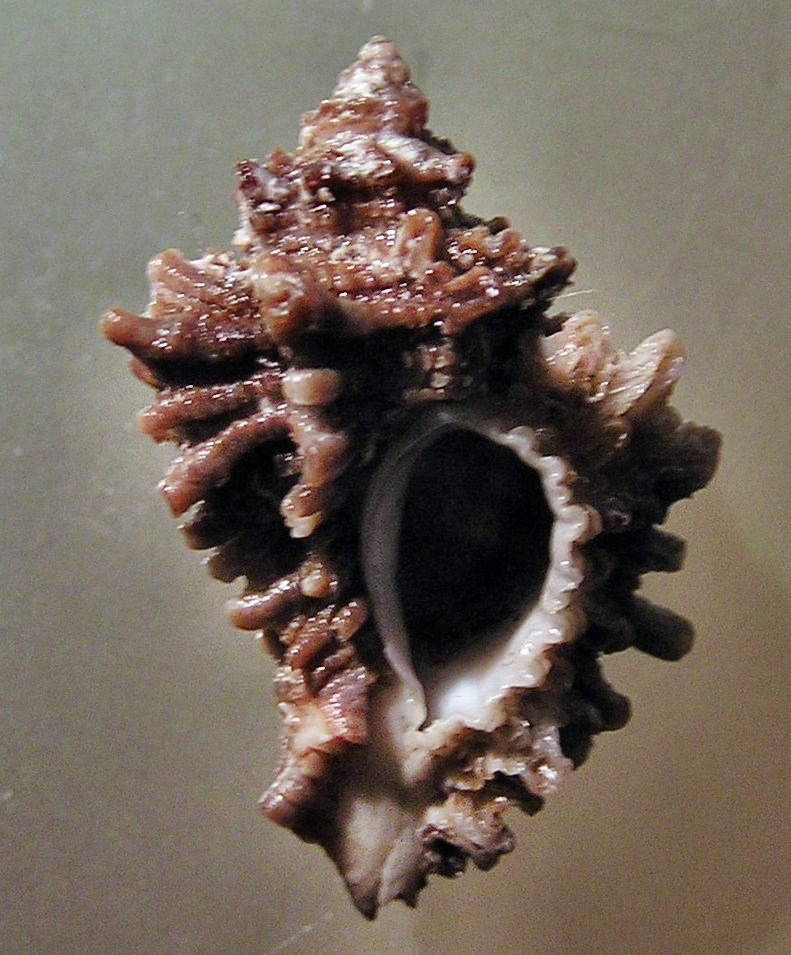